# Club Blu
Club Blu is een discotheek in het gebied Prins Alexander in het stadsdeel Rotterdam-Oost, onderdeel van de Nederlandse stad Rotterdam. De club is sinds 2015 gevestigd in een pand dat geteisterd werd door geweldsincidenten bij voormalige clubs. De discotheek is ontworpen door de toenmalige eigenaar Kees Veerhoek en is op vrijdag 17 november 1989 geopend als Tomorrowland. Ten tijde van de opening was Tomorrowland de grootste discotheek van Nederland.

## Voormalige clubs
In oktober 1992 werd Tomorrowland failliet verklaard. Een aantal jaar later opende in het gebouw de discotheek La Xala, die in 1997 op last van de toenmalige burgemeester Bram Peper gesloten werd omdat er in XTC werd gehandeld. Mede hierdoor ging ook La Xala failliet, waarna de disco verder ging onder de naam A20. Binnen twee jaar werd die naam veranderd in Ministry of Dance, omdat de naam A20 niet aansprak. Na het faillissement van Ministry of Dance in 2005 opende de discotheek opnieuw zijn deuren, ditmaal onder de naam Outland. Het laatste feest in Outland vond plaats in 2011, waarna de discotheek werd omgebouwd tot evenementenlocatie en onder de naam Eclipse als zodanig dienst heeft gedaan tot 2015. Anno 2020 is Club Blu gevestigd in het pand.